# Wojciech Tomczyk (adwokat)

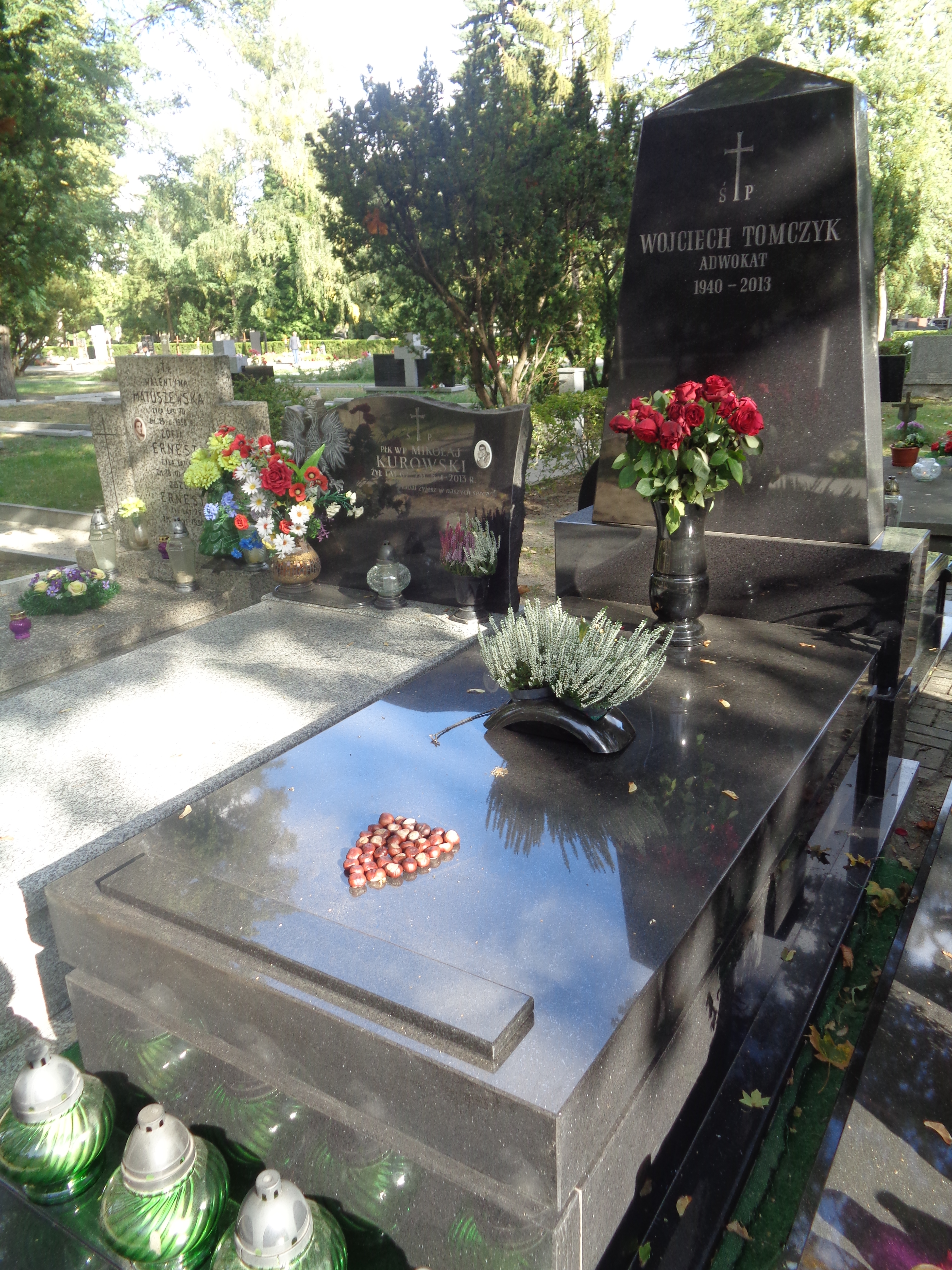
Grób adwokata Wojciecha Tomczyka na Cmentarzu Wojskowym na Powązkach

Wojciech Symforian Tomczyk (ur. 19 września 1940, zm. 29 lipca 2013 w Warszawie) – polski adwokat, wiceminister sprawiedliwości oraz sędzia Trybunału Stanu.

## Życiorys
Syn Jana i Zofii. Piastował stanowiska sędziego Sądu Powiatowego i Wojewódzkiego w Warszawie. Był arbitrem Sądu Arbitrażowego przy Krajowej Izbie Gospodarczej. Pełnił funkcję wiceministra sprawiedliwości w rządzie Tadeusza Mazowieckiego. Obrońca w sprawach między innymi Lwa Rywina czy Józefa Oleksego. 
Poza działalnością prawniczą i w wymiarze sprawiedliwości prowadził także działalność społeczną, będąc założycielem i pierwszym prezesem Fundacji Pomocy Ofiarom Przestępstw, a także działalność sportową jako przewodniczący Trybunału Polskiego Związku Motorowego i sędzia Komisji Prawnej Międzynarodowej Federacji Motocyklowej FIM.
Był współautorem publikacji: Jerzy Bafia, Zbigniew Drexler, Janusz Kochanowski, Witold Rychter, Wojciech Tomczyk, Kodeks drogowy. Komentarz. Stan prawny na dzień 10 maja 1988 r., Warszawa: Wydawnictwo Prawnicze, 1988 (629 s.).
7 sierpnia został pochowany na Cmentarzu Wojskowym na Powązkach w Warszawie (kwatera D-2-3).

## Odznaczenia
- Krzyż Komandorski Orderu Odrodzenia Polski (2000)[3]